# 瑷珲镇
璦琿镇，是中国黑龙江省黑河市爱辉区下辖的一个行政建制镇。

## 历史
清代为瑷珲城所在，今瑷珲新城遗址为第五批全国重点文物保护单位。
1945年，东北民主联军解放瑷珲。1956年，瑷珲改为“爱辉”。1958年，成立爱辉人民公社；後改为爱辉镇，镇政府位于瑷珲城。
2015年5月，黑龙江省人民政府批准爱辉镇恢复用名瑷珲镇。

## 行政区划
瑷珲镇下辖以下地区：
瑷珲村、外四道沟村、腰屯村、西三道沟村、二道泉村、松树沟村、头道沟村、高岗屯村、拉腰子村、外三道沟村、外二道沟村、欢洞村、城关村、西三家子村、北三家子村和窦集屯村。